# Dicycla rufescens
Dicycla rufescens är en fjärilsart som beskrevs av Tutt 1892. Dicycla rufescens ingår i släktet Dicycla och familjen nattflyn. Inga underarter finns listade i Catalogue of Life.